# جريس ناعم
الجُرَيس الناعم (باللاتينية: Campanula mollis) نوع نباتي ينتمي إلى جنس الجريس من الفصيلة الجريسية.

## الموئل والانتشار
موطنه المغرب العربي وإسبانيا.

## مرادفات للاسم العلمي
- (باللاتينية: Campanula malacitana Degen & Hervier)
- (باللاتينية: Campanula microphylla Cav.)
- (باللاتينية: Campanula velutina Desf.)
- (باللاتينية: Campanula mollis subsp. winkleri (Lacaita) Greuter & Burdet)
- (باللاتينية: Campanula velutina subsp. winkleri (Lacaita) G. López)
- (باللاتينية: Campanula malacitana var. almeriensis Degen & Hervier)
- (باللاتينية: Campanula malacitana var. gienensis Degen & Hervier)
- (باللاتينية: Campanula mollis var. microphylla (Cav.) A. DC.)
- (باللاتينية: Campanula mollis var. winkleri Lacaita)
- (باللاتينية: Campanula velutina var. almeriensis (Degen & Hervier) G. López)